# ساورد
ساورد (به هلندی: Sauwerd) یک منطقهٔ مسکونی در هلند است که در وینسوم واقع شده‌است. ساورد ۰٫۳۳ کیلومتر مربع مساحت و ۱٬۰۶۰ نفر جمعیت دارد.